# 水上三角天后廟

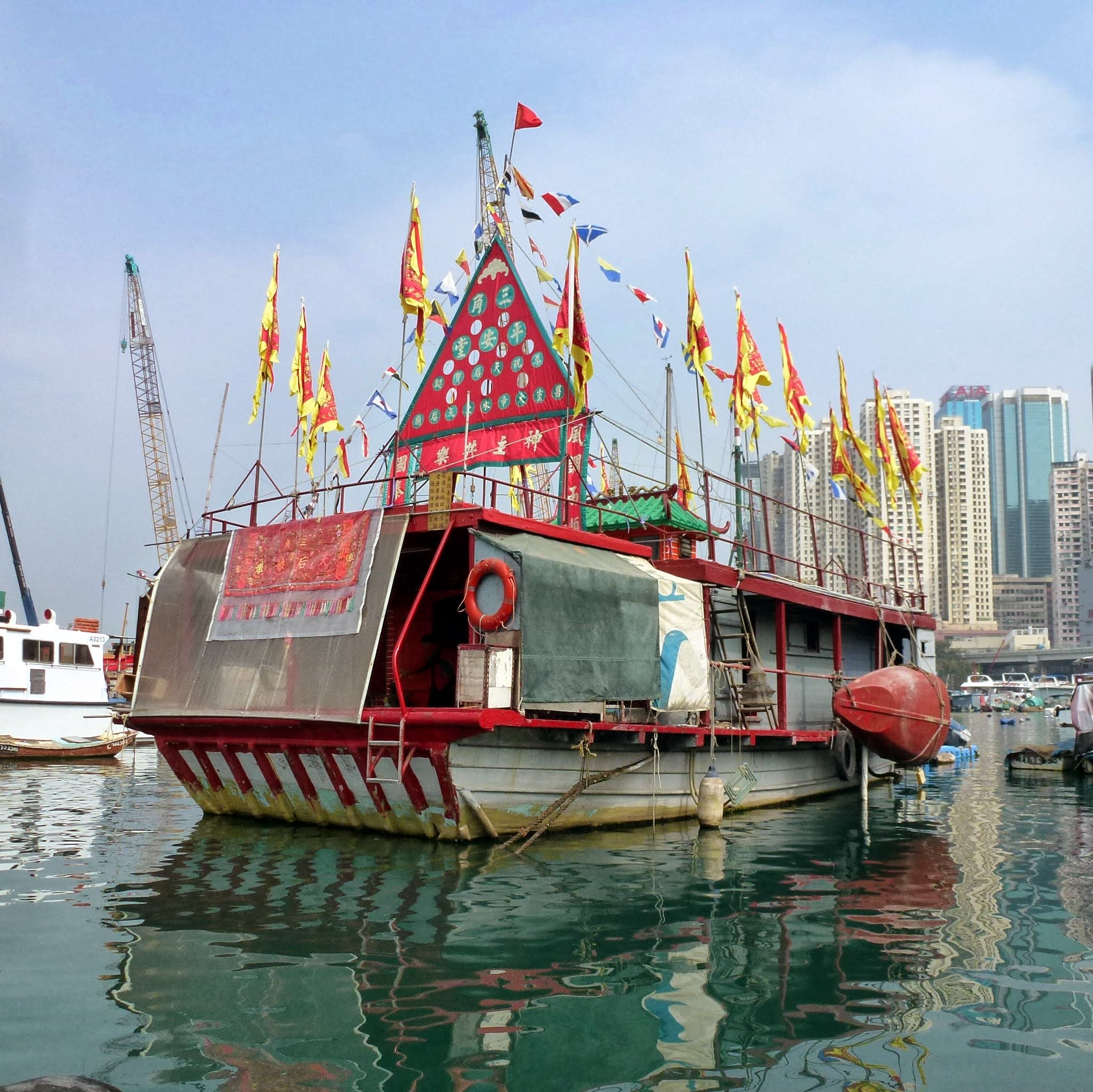
水上三角天后廟近攝

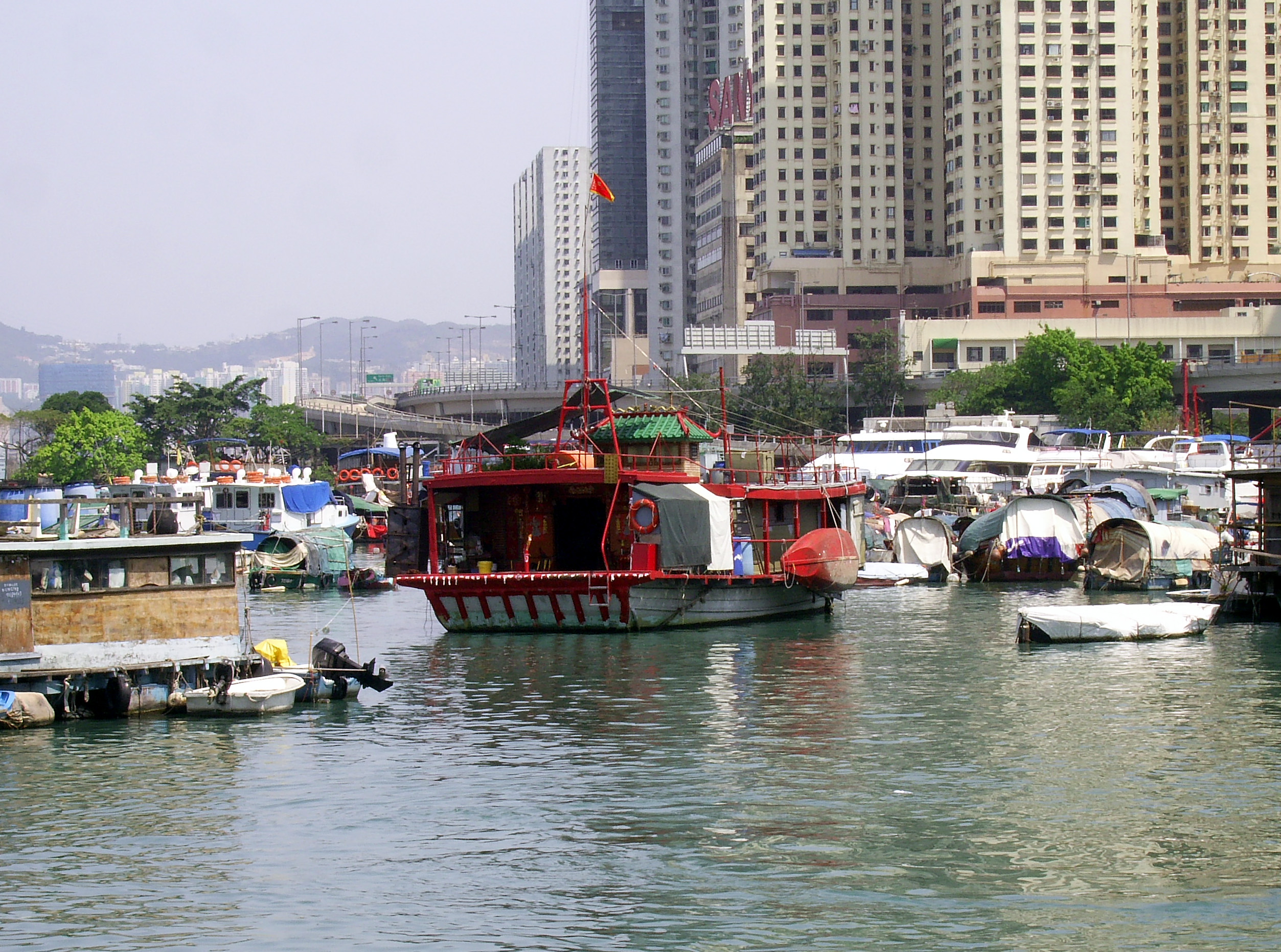
停泊在銅鑼灣避風塘的水上三角天后廟

水上三角天后廟是香港一處天后廟，建造在一艘中國木船上，現在長期逗留在銅鑼灣避風塘及香港仔避風塘。

## 歷史
此隻海上天后廟又名「三角天后宮」，原位於澳門和香港之間的三角洲，由於原址天后廟被來華日軍摧毁，一位羅姓漁民將天后塑像搶救上住家艇。之後漁民合力籌錢，建成此廟艇，成立「三角天后平安堂」。
1955年，三角天后廟艇停留於香港避風塘內，至今50多年，換了3代船。現在廟艇規模只可容納9名善信同時拜神。廟艇信眾曾經要求當局批准廟艇上岸，可惜無結果。現時，上香及遊客上廟參拜或參觀，必須先乘出租三舨到達。每年農曆5月21至23日，漁民會把此天后廟的三角天后從銅鑼灣請到香港仔避風塘。
2015年，廟宇獲政府批地，落實在銅鑼灣海濱維園道111號一船廠舊址建廟，位置在銅鑼灣消防局旁。新廟設計採用船型設計以保存廟船的特色，工程造價預算為1000萬元，預計於3年內完成工程。

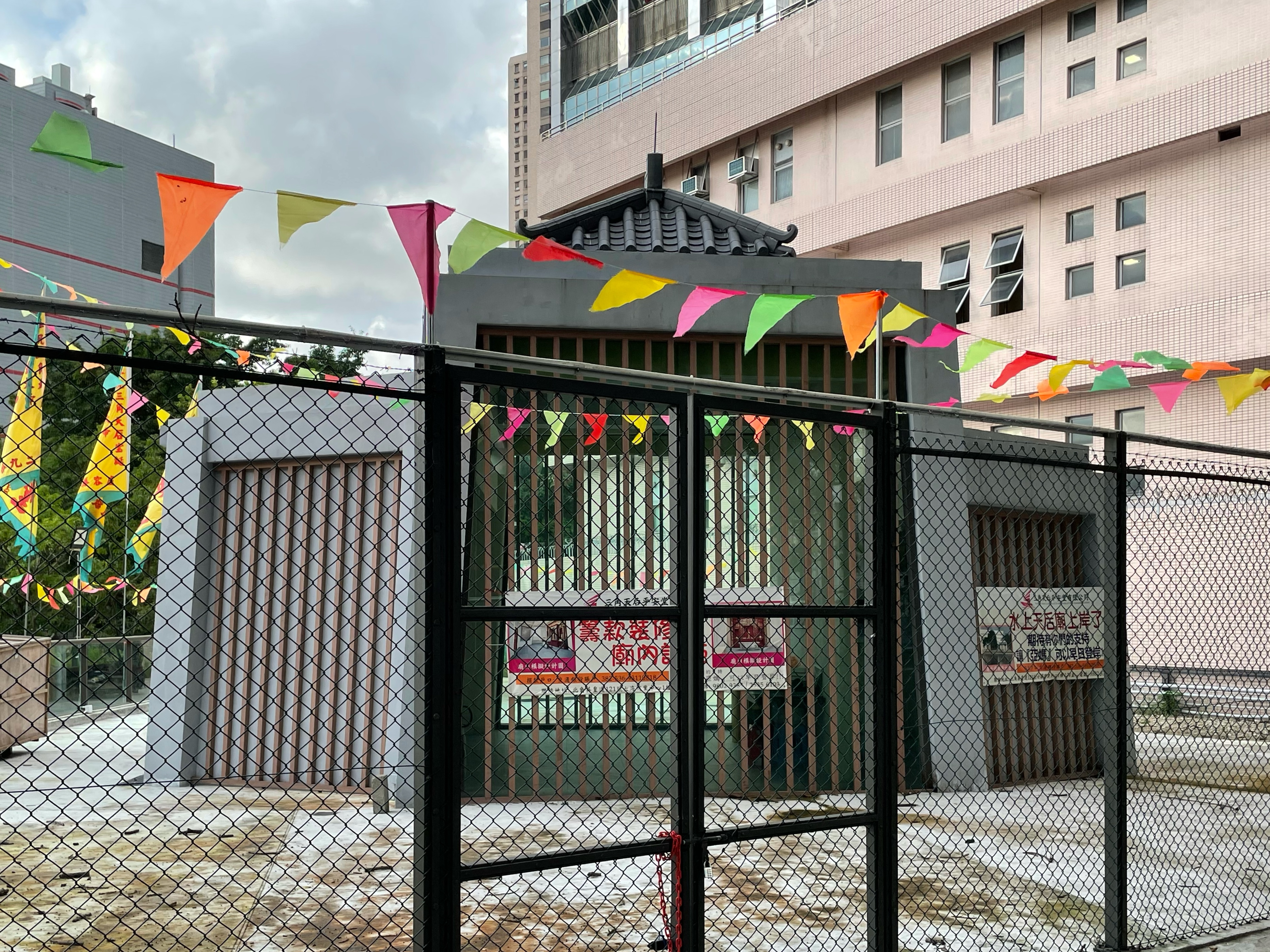
位於銅鑼灣消防局旁的三角天后廟新址

## 外部連結
- 水上三角天后廟
- 三角天后平安堂網站 （页面存档备份，存于）